# Rhamdiopsis microcephala
Rhamdiopsis microcephala är en fiskart som först beskrevs av Lütken, 1874.  Rhamdiopsis microcephala ingår i släktet Rhamdiopsis och familjen Heptapteridae. Inga underarter finns listade i Catalogue of Life.